# Ценово (област Стара Загора)
 За другото българско село с име Ценово вижте Ценово (Област Русе).  
Ценово е село в Южна България, община Чирпан, област Стара Загора.

## География
Село Ценово се намира на около 35 km югозападно от областния център Стара Загора и 6 km югоизточно от общинския център Чирпан. Разположено е в Старозагорското поле на Горнотракийската низина. Надморската височина в центъра на селото е около 176 m. Климатът е преходно-континентален.
Южно от Ценово има микроязовир на малката река, имаща началото си в селото, която е десен приток на Старата река.
Минаващият през Ценово общински път води на северозапад до Чирпан, а на юг след връзка с третокласния републикански път III-663 (село Зетьово на запад и село Целина на изток) продължава през село Златна ливада до връзка с автомагистрала Марица.
Землището на село Ценово граничи със землищата на: град Чирпан на северозапад; село Държава на североизток; село Целина на югоизток; село Златна ливада на юг (граничен участък около 0,25 km); село Зетьово на югозапад и запад.
Етническият състав на населението на село Ценово по численост и дял на етническите групи според преброяването през 2011 г. е:
| Етнически групи     | Численост | Дял (в %) |
| Общо                | 157       | 100       |
| Българи             | 151       | 96,18     |
| Турци               | 0         | 0         |
| Цигани              | ...       | ...       |
| Други               | ...       | ...       |
| Не се самоопределят | ...       | ...       |
| Не отговорили       | 3         | 1,91      |

Числеността на населението на село Ценово по данните от преброяванията от 1934 г. насам се променя както следва:
| \| Година на преброяване \| Численост \| \| --------------------- \| --------- \| \| 1934 \| 946 \| \| 1946 \| 972 \| \| 1956 \| 822 \| \| 1965 \| 550 \| \| 1975 \| 462 \| \| 1985 \| 332 \| \| 1992 \| 328 \| \| 2001 \| 263 \| \| 2011 \| 157 \| \| 2021 \| 125 \| |           |
| Година на преброяване | Численост |
| 1934 | 946       |
| 1946 | 972       |
| 1956 | 822       |
| 1965 | 550       |
| 1975 | 462       |
| 1985 | 332       |
| 1992 | 328       |
| 2001 | 263       |
| 2011 | 157       |
| 2021 | 125       |

## История
След Руско-турската война 1877 – 1878 г. по Берлинския договор 1878 г. селото – тогава с име Кьойматлии (Кайматлии, Койматлии) остава в Източна Румелия; присъединено е към България след Съединението 1885 г. Село Кьойматлии е преименувано на Ценево през 1906 г. Името Ценево е осъвременено на Ценово през 1956 г.
Училище в село Кьойматлии (Ценово) е създадено през 1874 г. Помещава се в малка сграда от две стаи, построена специално за целта; по-късно е разширено. По време на земетресението от 1928 г. училището е разрушено; изградена е нова сграда. През 1921 г. е открита прогимназия за първи прогимназиален клас. Прогимназията е закрита към 1944 г. поради намелия брой ученици. Архивна документация за училището е съхранена за периода 1874 – 1969 г.
Читалище „Пробуда“ в село Ценево (Ценово) е създадено през 1924 г. През 2009 г. на законово основание към наименованието му е добавена годината на неговото първоначално създаване и то става „Пробуда 1924“.

## Обществени институции
Село Ценово към 2025 г. е център на кметство Ценово.
В село Ценово към 2025 г. има:
- действащо читалище „Пробуда 1924“;[15]
- православна църква „Свети Димитър“.[16]